# تپه شاه عباسی
تپه شاه عباسی مربوط به مفرغ است و در شهرستان کوهدشت، بخش مرکزی، دهستان گل گل، ۳۰۰ متری جنوب غرب روستای کمیر مالمیر واقع شده و این اثر در تاریخ ۲۶ اسفند ۱۳۸۷ با شمارهٔ ثبت ۲۵۸۶۸ به‌عنوان یکی از آثار ملی ایران به ثبت رسیده است.